# Bistum San Pedro de Macorís
Das Bistum San Pedro de Macorís (lat.: Dioecesis Sancti Petri de Macoris, span.: Diócesis de San Pedro de Macorís) ist eine in der Dominikanischen Republik gelegene römisch-katholische Diözese mit Sitz in San Pedro de Macorís.

## Geschichte
Das Bistum wurde am 1. Februar 1997 durch Papst Johannes Paul II. mit der Päpstlichen Bulle Veritatem lucem aus Gebietsabtretungen des Erzbistums Santiago de los Caballeros und des Bistums Nuestra Señora de la Altagracia en Higüey errichtet und dem Erzbistum Santo Domingo als Suffraganbistum unterstellt.

## Bischöfe von San Pedro de Macorís
- Francisco Ozoria Acosta, 1997–2017, dann Erzbischof von Santo Domingo
- Santiago Rodríguez Rodríguez, seit 2017

## Weblinks

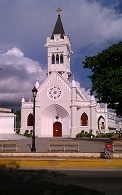
Kathedrale in San Pedro de Macorís